# Manachanallur
Manachanallur is een panchayatdorp in het district Tiruchirappalli van de Indiase staat Tamil Nadu. 

## Demografie
Volgens de Indiase volkstelling van 2001 wonen er 21.503 mensen in Manachanallur, waarvan 49% mannelijk en 51% vrouwelijk is. De plaats heeft een alfabetiseringsgraad van 74%. 